# 美しき僕らの世界
『美しき僕らの世界』（うつくしきぼくらのせかい）は、及川光博のオリジナルアルバム。2010年2月14日に喝采から発売された。

## 概要
カヴァー曲を収録している。

## 収録曲
1. How beautiful,We are!!
2. 前略、月の上から。
  - テレビ東京で放送されたテレビドラマ『俺たちは天使だ! NO ANGEL NO LUCK』の主題歌
3. ファンキー☆ミュージック
4. 涙のプリンセス
作詞・作曲 - 忌野清志郎・三宅伸治
  - 忌野清志郎の涙のプリンセスのカヴァー
5. 君がまってる
作詞・作曲・歌 - 及川光博 / 編曲 - ローズ高野
  - テレビアニメバトルスピリッツ 少年激覇ダンのエンディングテーマ
6. 人魚の恋
7. 哀 NEED YOU
作詞・作曲・歌 - 及川光博
  - PSP用ゲームソフトガンダムアサルトサヴァイブのオープニングテーマ
8. 青春キラリ☆純情マイ・ラズベリーガール
9. 246
10. CRAZY A GO GO !!~FUNKY GOOD TIME!!~
11. ヴィーナス
  - ORIGINAL LOVEのヴィーナスのカヴァー